# Aksel Svane
Aksel Svane (også Axel Svane; født 2. august 1898 i København; død 30. november 1991) var en dansk advokat, embedsmand og landsfoged i Grønland.

## Liv
Aksel Svane blev uddannet som advokat i 1924. Derefter arbejdede han som frivillig for dommeren for Søndre Birks dommerkontor i Københavns Amt og som sekretær i skattemyndigheden. Samme år begyndte han en verdensrejse på motorcykel, der varede indtil 1925. 1926 blev han repræsentant i Færø Amt (Færøerne). I 1929 blev han udnævnt til sekretær i Landbrugsministeriet. I 1932 blev han udnævnt til landsfoged for Sydgrønland. I 1940 under 2. verdenskrig blev Danmark besat af det tyske rige, mens Grønland faldt under den amerikanske besættelse. Derfor rejste Svane til USA i 1941 for at repræsentere Grønlands interesser over for USA og Canada. I den forbindelse trak han sig tilbage fra sit amt, og hans kollega Eske Brun fra Nordgrønland overtog også det sydlige guvernement.
Fra 1940 til 1945 var han ansvarlig for minedriften i Ivittuut Kryolitbrud. Fra 1946 var han medlem af det grønlandske lønudvalg. Fra 1947 til 1948 arbejdede han i Justitsministeriet og var derefter leder af rets- og personelkontoret i Grønlands Styrelse. I 1950 blev han ansat I det nye Grønlandsdepartement. I 1951 blev han afdelingsleder i Grønlands lovudvalg. Fra 1953 var han kommissær i Statsministeriet og fra 1955 i det nystiftede Grønlandsministeriet, som han først forlod i 1968. I 1955 var han medlem af Arktisk Instituts Råd.
Aksel Svane døde den 30. november 1991 i en alder af 93 år og er begravet i Hornbæk. Han var ridder af 1. grad af Dannebrogsordenen.

## Familie
Aksel Svane var søn af skoleinspektør Iver Kristian Svane (1867-1939) og ægtefælle Jenny Caroline Camilla Petersen († 1948). Han giftede sig i 1931 med Else Flensborg (1904-1954), og efter hendes død i 1956 med Fritze Gerda Tinne Holm (1910-1991), der døde kun to dage efter ham. Blandt hans fætre var brødrene Oskar Bondo Svane (1899-1987) og Erik Bondo Svane (1911-1945), begge Dommerfuldmægtige.